# Porträtt av en man (självporträtt?)
Porträtt av en man (självporträtt?) eller Man i röd turban är en oljemålning av den flamländske konstnären Jan van Eyck. Den är daterad 1433 och ingår sedan 1851 i samlingarna på National Gallery i London. 
Målningen är troligtvis ett självporträtt av konstnären. Den är mycket realistiskt utförd där rynkor i ansiktet skildras liksom blodådror i ögonvitorna. Konstnären har dock lekt med proportionerna och förstorat ansiktet i förhållande axlar och kropp för att dra betraktarens uppmärksamhet dit. Mannens röda huvudbonad är en chaperon, ett modeplagg på 1400-talet som även förekommer i van Eycks Porträtt av en man med blå mössa och Léal Souvenir. På den förgyllda originalramen finns en inskription som liknar den på Porträtt av Margareta van Eyck, hans hustru, och som lyder "ALS ICH KAN" och "JOH[ANN]ES DE EYCK ME FECIT AN[N]O M° CCCC° 33° 21 OCTOBRIS". Det första frasen förekommer på flera målningar och var konstnärens motto, en ordlek på hans namn ("ich" och "Eyck"). Den längre frasen anger att "Jan van Eyck gjorde mig 21 oktober 1433".

## Andra porträtt av Jan van Eyck

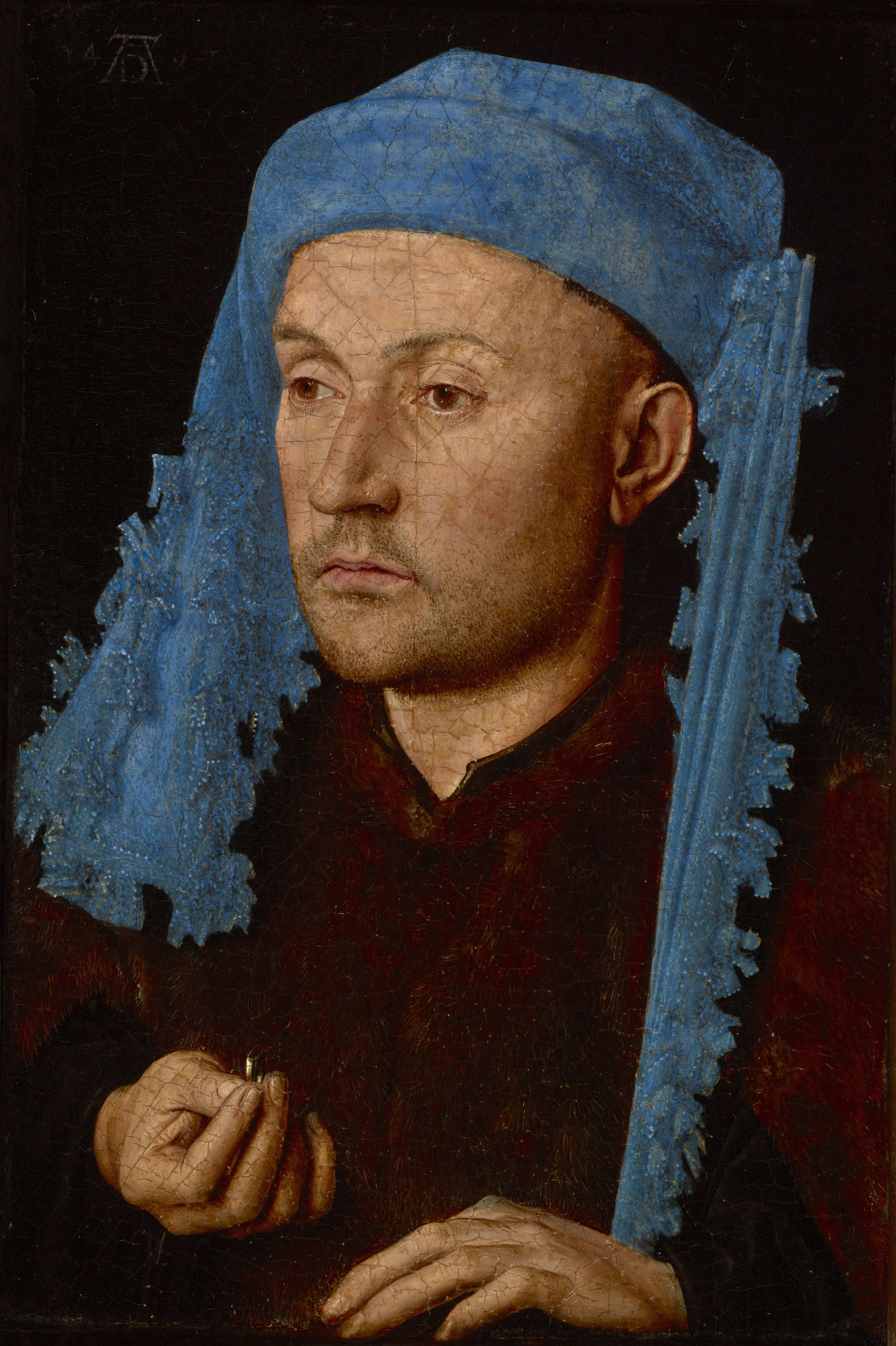
Jan Van Eyck, Porträtt av en man i blå mössa (cirka 1430), Brukenthal National Museum.
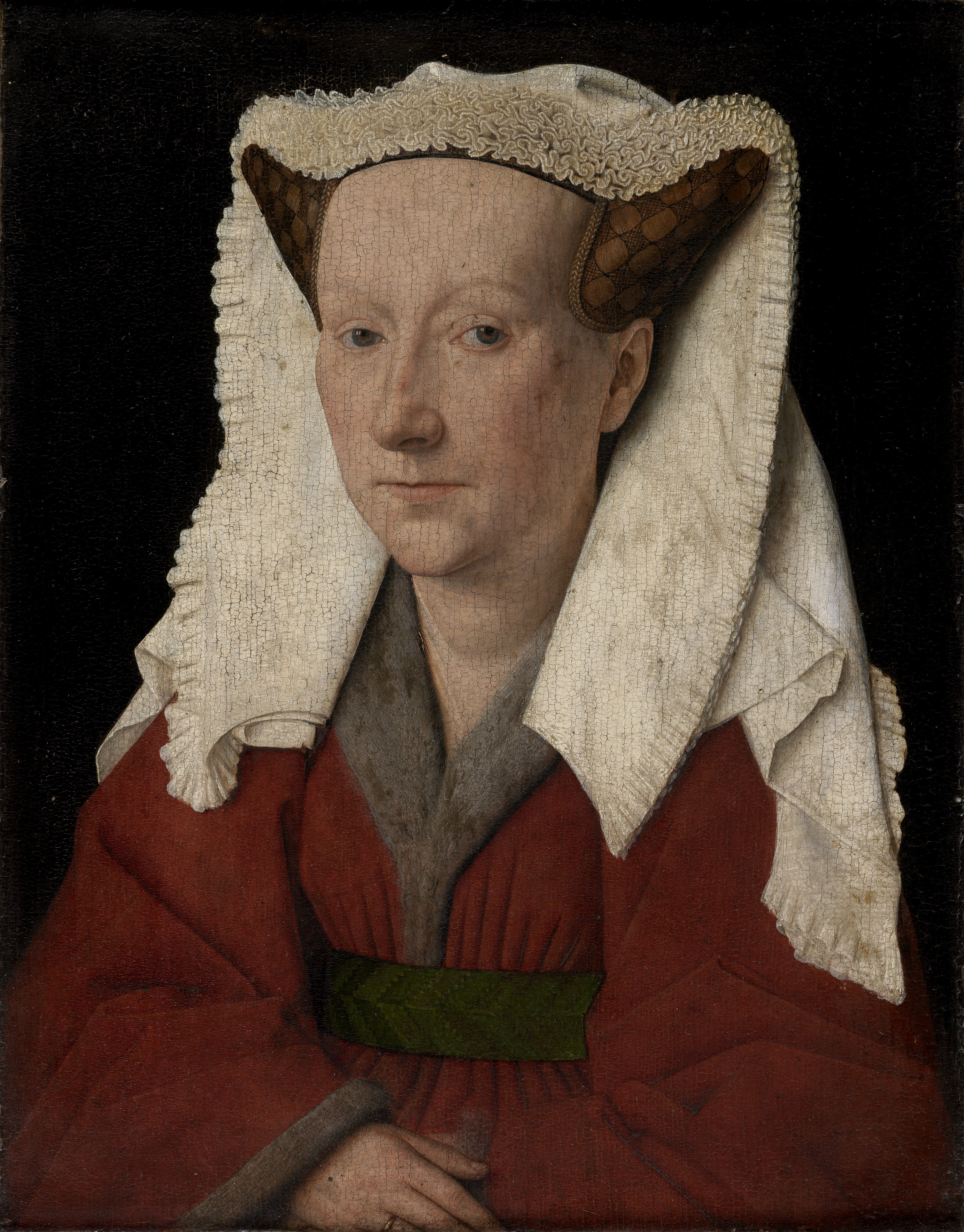
Jan Van Eyck, Porträtt av Margareta van Eyck (1439), Groeningemuseum.